# Peperomia cowanii
Peperomia cowanii är en pepparväxtart som beskrevs av Truman George Yuncker. Peperomia cowanii ingår i släktet peperomior, och familjen pepparväxter. Inga underarter finns listade i Catalogue of Life.